# Marcel Audy
Marcel Audy, né le 2 avril 1912 à Ussel (Corrèze) et mort le 6 janvier 1968 à Meymac, est un homme politique français.

## Biographie[1]
Après des études au Lycée Michelet, à Paris, puis une licence en droit, Marcel Audy entame une carrière d'exploitant forestier en Corrèze, profession dans l'exercice de laquelle il est amené à côtoyer une figure de la vie politique nationale, mais également du radicalisme corrézien, Henri Queuille. C'est la Seconde Guerre mondiale qui décide de son engagement politique. « Capitaine Ulysse » dans le maquis corrézien, Croix de guerre 1939-1945 et médaillé de la Résistance — il sera dans les années 1950 vice-président de l'Union française des anciens combattants  — Marcel Audy est élu en 1945 conseiller municipal de sa commune de Meymac, avant d'en devenir le maire l'année suivante, puis le conseiller général en 1952.
Il sera dans les années 1960 membre de la Commission de développement économique régional (CODER) de la région Limousin. Sa carrière politique est indissociable de son excellente implantation dans son département de la Corrèze. Qu'on en juge : à la veille de son élection au Sénat, il appartient à la chambre de commerce de Tulle et à la chambre d'agriculture de Corrèze, au foyer de progrès agricole de Meymac, à la commission départementale de l'équipement agricole, au conseil d'administration des syndicats d'électrification de la Diège et d'Égletons, au conseil d'administration de l'école forestière du massif central, au conseil d'administration de l'office départemental des anciens combattants. Il est également membre du comité d'expression économique, vice-président de la caisse interprofessionnelle vieillesse des commerçants, et secrétaire de l'amicale des anciens du maquis armée secrète de Haute Corrèze. Par ailleurs, dans le paysage éclaté du radicalisme corrézien, il entretient de bonnes relations aussi bien avec des personnalités comme Henri Queuille qu'avec la Section française de l'Internationale ouvrière (SFIO) départementale.
Éliminé au premier tour dans la troisième circonscription de Corrèze lors des élections législatives de septembre 1958, il devient sénateur à l'occasion des élections du 26 avril 1959, élu dès le premier tour sur une liste commune avec le socialiste Marcel Champeix : Marcel Audy succède alors à une autre figure du radicalisme corrézien, le sénateur Jean-Alexis Jaubert. Il sera réélu le 23 septembre 1962, de nouveau associé à Marcel Champeix sur une liste des sénateurs sortants, dès le premier tour, avec une marge en nette augmentation : cependant, contrairement à son colistier, Marcel Audy rejoint le groupe de la Gauche démocratique plutôt que le Groupe socialiste. Membre de la commission des affaires sociales tout au long de son mandat, Marcel Audy devient également en 1959 membre titulaire de la Haute Cour de justice. Il ne dépose aucune proposition de loi, préférant la question orale comme mode d'expression. Ses interventions sont majoritairement centrées sur les questions agricoles (le budget de l'agriculture en 1961, le reboisement l'année suivante, le projet de loi sur la structure foncière des forêts françaises en 1964) et sur d'autres thèmes qui lui sont chers, comme la retraite du combattant. En 1966, il présente, au nom de la commission des affaires sociales, deux rapports sur des projets de loi portant convention de sécurité sociale entre la France, la Tunisie et le Maroc. Dans son éloge funèbre, Gaston Monnerville le jugera « épris de sagesse et de mesure » : « peu enclin aux spéculations doctrinales, il leur préférait l'approche concrète des difficultés quotidiennes qui implique le sens des responsabilités, par l'obligation du choix. » Il soutient ainsi, le 3 février 1960, le projet de loi autorisant le Gouvernement à prendre certaines mesures relatives au maintien de l'ordre, à la sauvegarde de l'État, à la pacification et à l'administration de l'Algérie, ce en quoi il se distingue de certains de ses collègues radicaux.
En décembre 1966, après avoir hésité, Marcel Audy décline une candidature à la députation sous l'étiquette de la Fédération de la gauche démocrate et socialiste (FGDS) en Corrèze, refusant de devoir, le cas échéant, se désister en faveur du candidat communiste, ce qui serait « contraire au combat de toute sa vie », et pour lequel « ses électeurs, de toute manière, ne le suivraient pas. » Il se plaint alors auprès d'Henri Queuille que les appels, portés par le Parti radical, à une ouverture de la FGDS vers le centre n'aient pas été entendus, et laisse, dans une certaine mesure, le champ libre dans sa circonscription à un jeune candidat de l'Union pour la nouvelle République (UNR), Jacques Chirac qui sera élu député de la Corrèze en 1967 avec son soutien.
Une maladie, déclarée à l'automne suivant, l'emporte le 6 janvier 1968, en cours de mandat : son suppléant, Roger Courbatère, lui succède en qualité de sénateur de la Corrèze. Le siège de conseiller général de la Corrèze (canton de Meymac) devenant vacant, c'est Jacques Chirac qui le brigue et lui succédera dans ce mandat.

### Distinctions
- Officier de la Légion d'honneur
- Officier du Mérite agricole
- Chevalier du Mérite postal

## Fonctions et mandats
- Mandat parlementaire
  - 26 avril 1959 - 23 septembre 1962 : Sénateur de la Corrèze